# Nikki Webster
Nicole Marie Webster, dite Nikki Webster, est une chanteuse australienne née le 30 avril 1987 à Sydney (Nouvelle-Galles du Sud). 